# Punta Sorapiss
Punta Sorapiss (ladinsky Sorapìs) je hora o nadmořské výšce 3205 m n. m. nalézající se v Dolomitech v italské provincii Belluno jihovýchodně od města Cortina d'Ampezzo. Tvoří nejvyšší vrchol horské skupiny Sorapiss. 

## Poloha a okolí
Punta Sorapiss tvoří srdce skupiny Sorapiss. Z vrcholu se táhnou hřebeny do tří světových stran. Na severu se hřeben táhne až k Dito di Dio (italsky Boží prst), výrazné skalní jehle, která je spolu s jezerem Lago di Sorapiss v popředí nejznámějším motivem fotografií z horské skupiny Sorapiss. Na východě hřeben pokračuje přes Monti della Caccia Grande (3023 m) a stejnojmenné sedlo na sousední vrchol Tre Sorelle (3005 m). Západně a jihozápadně od Punta Sorapiss se nacházejí další dva známé vedlejší vrcholy, Fopa di Matia (3155 m) a Croda Marcora (3154 m). Na všech stranách masivu se nacházejí impozantní skalní stěny. Na severu se nacházejí zbytky tří ledovců - Ghiaccaiao Occidentale, G. Centrale a G. Orientale.

## Alpinismus
První výstup na Punta Sorapiss uskutečnili 16. září 1864 Paul Grohmann a horští vůdci z Cortiny Francesco Lacedelli a Angelo Dimai. Po dvou neúspěšných pokusech kvůli povětrnostním podmínkám zvolili výstup od západu přes Fopa di Matia a sestupovali dnešní normální cestou. V té době se uváděla výška vrcholu 3310 m, což z Punta Sorapiss činilo čtvrtou nejvyšší horu Dolomit po Marmoladě, Cimonu della Pala, který byl rovněž chybně odhadnut, a Antelao.

## Výstupy
Výstup na vrchol se obvykle uskutečňuje z Rifugio San Marco (1823 m) nad San Vito di Cadore. Za 2¼ hodiny se přes Forcella Grande dostanete na Bivacco Slataper (CAI, cca 2600 m), poslední základnu před výstupem na vrchol. Pak se jde po stopách přes suť ke vchodu ve výšce 2760 m. Lezení v I. a II. Po celkem pěti hodinách se po krátkém sestupu do úzkého sedla konečně dostanete na vrchol. Klíčovou pasáž (III) tvoří komín se svěrným blokem v první polovině trasy. Sestup vede po výstupové trase. Navzdory jižní expozici není firn neobvyklý, zejména v oblasti vstupu. Kromě toho je trasa považována za rizikovou z hlediska skalního řícení.
Samotný vrchol zatím nebyl zpřístupněn via ferratou, ale lze jej obejít v rámci rozsáhlé túry. Jako výchozí bod se doporučuje Rifugio Vandelli u jezera Lago di Sorapiss (1928 m), odkud lze masiv obejít za jedenáct až dvanáct hodin po třech trasách via ferrata (proti směru hodinových ručiček: ferrata Francesco Berti, ferrata Carlo Minazio a Via ferrata Alfonso Vandelli, obtížnost D). Dva bivakovací boxy slouží jako opěrné body na cestě.